# Prodúlfo
Prodúlfo (em latim: Produlfus) foi um oficial franco do século VII, ativo durante o reinado de Cariberto II (r. 629–632).

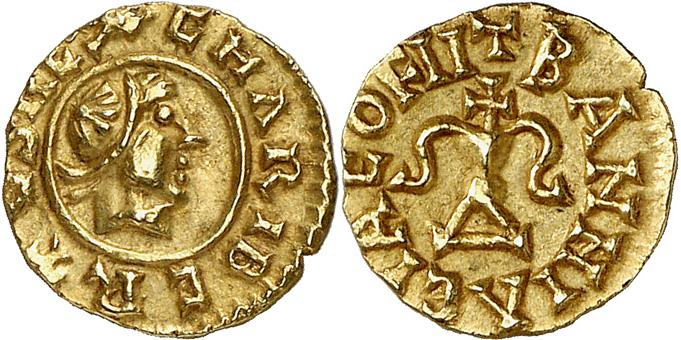
Tremisse de r.

## Vida
Prodúlfo era tio de Cariberto II e por ser retratado apenas como tio dele e não de Dagoberto I, seu irmão, pensa-se que fosse irmão da mãe de Cariberto, cujo nome é desconhecido. Após o assassinato de Ermenário em 627 por homens de Egina, reuniu um exército para se vingar, mas foi pacificado por Clotário II. Após a morte de Clotário em 629, começou a preparar um complô contra Dagoberto de modo a assegurar parte do reino para Cariberto. Mais tarde no mesmo ano, foi assassinado em Latona sob ordens de Dagoberto por Amalgário, Arneberto e Vilibado.